# Boog Powell (baseball, 1993)
Herschel Mack Powell IV (né le 14 janvier 1993 à Irvine, Californie, États-Unis) est un joueur de champ extérieur des Athletics d'Oakland de la Ligue majeure de baseball.
Couramment appelé Boog Powell, il n'a aucun lien de parenté avec l'ancien joueur Boog Powell, mais hérite de ce surnom à cause de son grand-père, admirateur de cette vedette du baseball des années 1960 et 1970. 

## Carrière

### Ligues mineures
Boog Powell est réclamé au 20e tour de sélection par les Athletics d'Oakland lors du repêchage amateur de 2012. Il fait ses débuts professionnels dans les ligues mineures en 2012. Joueur des Snappers de Beloit, le club-école de niveau A, Powell est élu meilleur joueur du match d'étoiles de la Ligue du Midwest en juin 2014. Moins d'un mois plus tard, cependant, après avoir été promu aux Ports de Stockton, Powell est suspendu 50 matchs pour usage d'amphétamine.
Au cours de son parcours dans les mineures, Powell est impliqué dans deux échanges de joueurs. Le 10 janvier 2015, les Athletics d'Oakland cèdent Powell, le receveur John Jaso et le joueur d'arrêt-court des ligues mineures Daniel Robertson aux Rays de Tampa Bay en retour du joueur d'utilité étoile Ben Zobrist et de l'arrêt-court Yunel Escobar. Powell passe la saison 2015 dans l'organisation des Rays, où il débute au niveau Double-A des ligues mineures chez les Biscuits de Montgomery avant de graduer en Triple-A pour la première fois et de s'aligner avec les Bulls de Durham. Le 5 novembre 2015, les Rays transfèrent Powell, le lanceur droitier Nate Karns et le lanceur de relève gaucher C. J. Riefenhauser aux Mariners de Seattle contre le joueur d'utilité Brad Miller, le joueur de premier but Logan Morrison et le lanceur de relève droitier Danny Farquhar.
En juin 2016, alors qu'il s'aligne avec les Rainiers de Tacoma, le club-école de niveau Triple-A des Mariners de Seattle, Boog Powell est de nouveau suspendu pour dopage, écopant cette fois d'une suspension de 80 matchs.

### Mariners de Seattle
Boog Powell ses débuts dans le baseball majeur pour Seattle le 29 avril 2017, mais sans même mettre le pied sur le terrain. En effet, il est appelé à entrer dans le match comme frappeur suppléant, mais le gérant de Cleveland, Terry Francona, réplique à son homologue de Seattle en changeant de lanceur ; Powell est alors rappelé au banc et un frappeur suppléant différent entre en jeu pour les Mariners. Selon les règlements des majeures, cette situation s'inscrit à la feuille de match comme une présence dans la partie. Le 30 avril 2017, Powell est de la formation partante des Mariners contre Cleveland pour un deuxième match en carrière moins inusité.
Powell joue 23 matchs pour Seattle en 2017, récoltant 7 coups sûrs mais ne frappant que pour ,194 de moyenne au bâton.

### Athletics d'Oakland
Le 6 août 2017, Seattle échange Powell aux Athletics d'Oakland contre Yonder Alonso, un joueur de premier but.